# Bodsjö församling
Bodsjö församling var en församling inom Svenska kyrkan i Härnösands stift och i Bräcke kommun i Jämtland, Jämtlands län. Församlingen uppgick 2010 i Revsund, Sundsjö, Bodsjö församling. 

## Administrativ historik
Församlingen har medeltida ursprung.
Församlingen var tidigt annexförsamling i vad som antagits ha varit ett pastorat med Revsund som moderförsamling. Efter pesten kom detta pastorat att utökas med Sundsjö församling och Bräcke församling och från 1891 Nyhems församling som då utbröts ur Revsunds församling. Från 1 maj 1921 till 2010 annexförsamling i pastoratet Revsund, Sundsjö och Bodsjö. Församlingen uppgick 2010 i Revsund, Sundsjö, Bodsjö församling.
Församlingskod var 230507

## Kyrkor
- Bodsjö kyrka